# F 6 (sous-marin)
Pour les articles homonymes, voir F6.
Le F 6 est un sous-marin italien de la classe F, lancé pendant la Première Guerre mondiale et en service dans la Regia Marina.

## Caractéristiques
La classe F déplaçait 260 tonnes en surface et 320 tonnes en immersion. Les sous-marins mesuraient 46,63 mètres de long, avaient une largeur de 4,22 mètres et un tirant d'eau de 2,62 mètres. Ils avaient une profondeur de plongée opérationnelle de 40 mètres. Leur équipage comptait 2 officiers et 24 sous-officiers et marins.
Pour la navigation de surface, les sous-marins étaient propulsés par deux moteurs diesel FIAT de 325 chevaux-vapeur (cv) (239 kW) chacun entraînant deux arbres d'hélices. En immersion, chaque hélice était entraînée par un moteur électrique Savigliano de 250 chevaux-vapeur (184 kW). Ils pouvaient atteindre 12,3 nœuds (22,8 km/h) en surface et 8 nœuds (14,8 km/h) sous l'eau. En surface, la classe F avait une autonomie de 1 200 milles nautiques (2 222 km) à 9,3 noeuds (17,22 km/h); en immersion, elle avait une autonomie de 139 milles nautiques (257 km) à 1,5 noeuds (2,77 km/h).
Les sous-marins étaient armés de 2 tubes lance-torpilles à l'avant (proue) de 45 centimètres, pour lesquels ils transportaient un total de 4 torpilles. Sur le pont arrière se trouvait 1 canon antiaérien Armstrong de 76/30 mm pour l'attaque en surface. Ils étaient également équipés d'une mitrailleuse Colt de 6,5 mm.

## Construction et mise en service
Le F 6 est construit par le chantier naval Orlando (Cantiere navale fratelli Orlando) de Livourne en Italie, et mis sur cale le 16 juin 1915. Il est lancé le 4 mars 1917 et est achevé et mis en service le 1er mai 1917. Il est commissionné le même jour dans la Regia Marina.

## Historique
Opérationnel en juin 1917, le sous-marin F 6 est d'abord employé, sous le commandement du lieutenant de vaisseau (tenente di vascello) Italo Martinelli, sous le contrôle direct du Commandement militaire maritime de La Spezia.
En septembre 1917, il est transféré à Ancône (même s'il est officiellement sous le commandement du Comando Sommergibili di Venezia),.
Pendant la Première Guerre mondiale, il a effectué au total 30 missions offensives dans le nord de l'Adriatique, sans obtenir aucun résultat,.
De novembre 1918 à mai 1921, il est à nouveau employé dans le nord de l'Adriatique,.
En octobre 1921, il est transféré à Tarente et est ensuite employé à l'entraînement, participant à de nombreux exercices communs avec des unités de surface et à des compétitions d'attaque et de lancement de torpilles,.
En 1924, le commandement du sous-marin est assuré par le lieutenant de vaisseau Emilio Ferreri qui, dans les années qui suivront la Seconde Guerre mondiale, occupera le poste de chef d'état-major de la marine.
En 1927, il passe une période au chantier, restant inefficace pendant toute l'année.
Radié le 1er août 1935, il est envoyé en démolition.